# Små Robotter
Små Robotter (engelsk: Little Robots) er et britisk-dansk børneprogram skabt af produktionsselskaberne Cosgrove Hall Films, HIT Entertainment, Mackinnon and Saunders og BBC/CBeebies. Den er blevet vist i Danmark på TV 2.